# Loch Arichlinie
Loch Arichlinie är en sjö i Storbritannien.   Den ligger i kommunen Highland och riksdelen Skottland, i den norra delen av landet, 800 km norr om huvudstaden London. Loch Arichlinie ligger 141 meter över havet.  Trakten runt Loch Arichlinie består i huvudsak av gräsmarker.